# Paul Joseph Mukungubila Mutombo

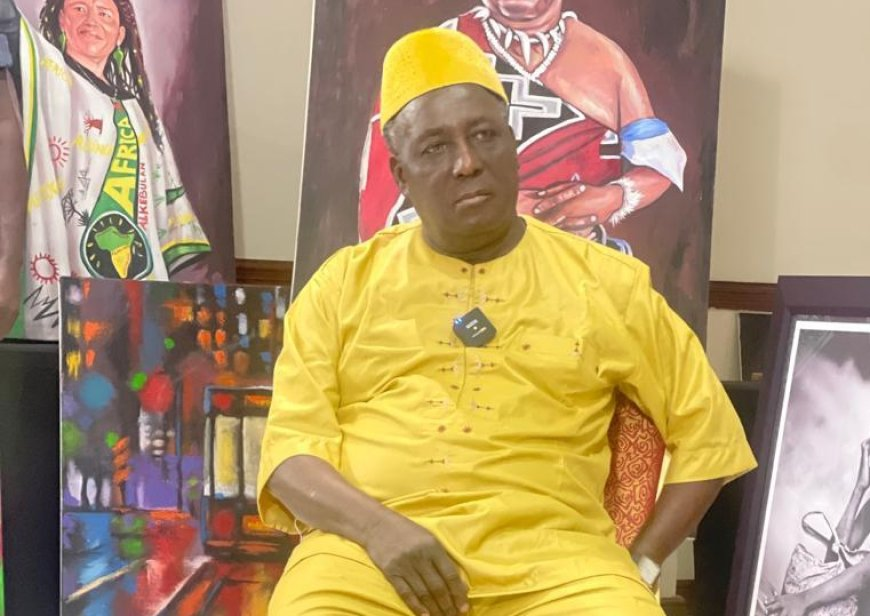
Paul Joseph Mukungubila Mutombo.

Paul Joseph Mukungubila Mutombo, también conocido como Gideon Mukungubila, es un líder religioso cristiano y autoproclamado profeta en la República Democrática del Congo. Él fue un candidato presidencial sin éxito en las elecciones generales de 2006. En diciembre de 2013, unos 100 seguidores de Mukungubila atacaron la sede de la televisión estatal, el aeropuerto N'djili y una base militar en Kinsasa. Mukungubila dijo que estaba respondiendo al acoso del gobierno, y obligó a los miembros del personal de televisión estatal a que lean una declaración proclamando: "Gideon Mukungubila ha llegado a liberarte de la esclavitud de la Ruanda".